# Clasamentul pe medalii la Jocurile Olimpice de vară din 1908
Acesta lista este clasamentul pe medalii la Jocurile Olimpice de vară din 1908, cu toate țările care au cucerit medalii la Jocurile Olimpice de vară din 1908 de la Londra, în perioada 27 aprilie – 31 octombrie. 2.008 sportivi din 22 de țări au participat.

## Tabelul medaliilor
Ordinea țărilor din acest tabel este în conformitate cu regulile oficiale publicate în convenția COI și cu informațiile oferite de către Comitetul Olimpic Internațional. Așadar, primele țări sunt luate în ordinea numărului de medalii de aur. Apoi, sunt luate în considerare medaliile de argint, iar mai apoi cele de bronz. Dacă scorul este egal, țările sunt ordonate alfabetic.
Pentru a sorta acest tabel după o anumită coloană, apăsați pe iconița  de lângă titlul coloanei.
Legendă
      Țara gazdă
| Loc                   | Țară                             | Aur | Argint | Bronz | Total |
| --------------------- | -------------------------------- | --- | ------ | ----- | ----- |
| 1                     | Marea Britanie (GBR)             | 56  | 51     | 39    | 146   |
| 2                     | Statele Unite ale Americii (USA) | 23  | 12     | 12    | 47    |
| 3                     | Suedia (SWE)                     | 8   | 6      | 11    | 25    |
| 4                     | Franța (FRA)                     | 5   | 5      | 9     | 19    |
| 5                     | Germania (GER)                   | 3   | 5      | 5     | 13    |
| 6                     | Ungaria (HUN)                    | 3   | 4      | 2     | 9     |
| 7                     | Canada (CAN)                     | 3   | 3      | 10    | 16    |
| 8                     | Norvegia (NOR)                   | 2   | 3      | 3     | 8     |
| 9                     | Italia (ITA)                     | 2   | 2      | 0     | 4     |
| 10                    | Belgia (BEL)                     | 1   | 5      | 2     | 8     |
| 11                    | Australasia (ANZ)                | 1   | 2      | 2     | 5     |
| 12                    | Imperiul Rus (RU1)               | 1   | 2      | 0     | 3     |
| 13                    | Finlanda (FIN)                   | 1   | 1      | 3     | 5     |
| 14                    | Africa de Sud (RSA)              | 1   | 1      | 0     | 2     |
| 15                    | Grecia (GRE)                     | 0   | 3      | 1     | 4     |
| 16                    | Danemarca (DEN)                  | 0   | 2      | 3     | 5     |
| 17                    | Boemia (BOH)                     | 0   | 0      | 2     | 2     |
| 17                    | Olanda (NED)                     | 0   | 0      | 2     | 2     |
| 19                    | Austria (AUT)                    | 0   | 0      | 1     | 1     |
| Total (19 de CON-uri) | Total (19 de CON-uri)            | 110 | 107    | 107   | 324   |